# Rhadinella godmani
Rhadinella godmani — вид змій родини полозових (Colubridae). Мешкає в Мексиці і Центральній Америці. Вид названий на честь британського натураліста Фредеріка дю Кейна Годмана.

## Підвиди
Виділяють два підвиди:
- Rhadinella godmani godmani (Günther, 1865);
- Rhadinella godmani zilchi (Mertens, 1952).

## Поширення і екологія
Rhadinella godmani мешкають в горах на території Мексики, Гватемали, Сальвадору і Гондурасу, а також в горах Коста-Рики і західної Панами. Вони живуть у вологих гірських тропічних лісах і сосново-дубових лісах, трапляються в широколистяних лісах та на пасовищах. Зустрічаються на висоті від 1200 до 2650 м над рівнем моря. Відкладають яйця.